# Алан Каминг
Алан Каминг (енгл. Alan Cumming; рођен у Аберфелдију, 27. јануара 1965), шкотски је позоришни, филмски и ТВ глумац.